# Joseph Gilet
Joseph Gilet, né le 8 juillet 1876 à Toulouse et mort le 13 mai 1943 dans la même ville, est un architecte français.

## Biographie
Il fait ses études à l'École supérieure des beaux-arts de Toulouse de 1888 à 1895. Il est ensuite élève de Victor Laloux à l'École nationale supérieure des beaux-arts à Paris, diplômé en 1903. 
Il est architecte à Toulouse, en collaboration avec Louis Berty, puis associé à son fils Jean-Louis Gilet à partir de 1932. Il est mobilisé durant la Première Guerre mondiale et est décoré de la Croix de guerre.  
Il enseigne à l’École des beaux-arts de Toulouse de 1907 à 1914 puis de 1919 à 1927. Il est membre du Conseil départemental des bâtiments civils de la Haute-Garonne de 1921 à 1929. 
Il est président de la Société régionale des architectes du Midi de la France puis vice-président du conseil de l'Ordre des architectes de Toulouse à sa création en 1941.

## Œuvres principales
- vers 1903 : Immeuble, 5 rue Théodore-Ozenne à Toulouse[1].
- 1905-1909 : Hôtel de la Caisse d'Épargne, rue du Languedoc à Toulouse[2].
- 1907 : Immeuble, 69 allée de Brienne à Toulouse.
- 1908 : Immeuble, 18 bis allée Frédéric-Mistral à Toulouse[3].
- 1908 : Maison, 50 allée Édouard-Branly à Toulouse[4].
- 1923 : Maison, 35 rue de la Balance à Toulouse.
- 1932 : Immeuble Bancal, 54 rue de Bayard à Toulouse, avec Jean-Louis Gilet[5].
- 1933-1935 : École de garçons, boulevard du Midi à Toulouse, labellisée Patrimoine du XXe siècle[6].
- 1933 : Immeubles du lotissement Gontaud-Biron, 4 et 6 rue de la Brasserie à Toulouse, avec Jean-Louis Gilet  Inscrit MH (2018)[7].
- 1933 : Immeuble, 4 rue des Potiers à Toulouse, avec Jean-Louis Gilet[8].
- 1936 : Villa Bisseuil, 126 avenue Raymond-Naves à Toulouse, avec Jean-Louis Gilet[9].
- 1937 : Pharmacie Subra, 1 avenue Honoré-Serres à Toulouse, avec Jean-Louis Gilet[10].
- 1937 : Mairie-école de Quint-Fonsegrives[11].